# Hlinská veža
Hlinská veža je vrchol (2330 m n. m.) ve Vysokých Tatrách, v kriváňské rozsoše nedaleko Kôprovského sedla.